# Angostura alipes
Angostura alipes är en vinruteväxtart som beskrevs av J. A. Kallunki. Angostura alipes ingår i släktet Angostura och familjen vinruteväxter. Inga underarter finns listade i Catalogue of Life.